# Banksia scabrella
Espèce
Classification phylogénétique
Banksia scabrella est une espèce de plantes à fleurs du genre Banksia de la famille des Protéacées. C'est un arbuste buissonnant endémique de l'Australie.
La plus grande population de Banksia scabrella se situe au Sud et à l'Est du mont Adams situé en Australie-Occidentale. On les trouve sur des sols sablonneux, dans les Landes (formation végétale souvent composée de bruyères, de fougères et d'herbes basses). Elle pousse jusqu'à deux ou trois mètres de haut, elle produit de fines aiguilles, les fleurs apparaissent au printemps et en été. Banksia scabrella est tué par le feu et se régénère par la semence. Initialement recueilli en 1966, Banksia scabrella a été l'une des nombreuses espèces considérées comme des formes de Banksia sphaerocarpa, avant d’être finalement décrite par l'expert des Banksia Alex George, comme membre des Abiatinae. Elle est rarement mise en culture. Cependant, elle a été décrite comme ayant un potentiel horticole.

## Description
Banksia scabrella pousse comme un arbuste bas (2 mètres de hauteur et 3 mètres de large) avec une tendance à s'étaler. Ses branches latérales sont basses et reposent souvent sur le sol. Les petites feuilles linéaires mesurent de 0,8 cm à 2,8 cm  de longueur et 0,1 cm de largeur et sont entassées le long des tiges. George a enregistré la floraison,comme se produisant au printemps et en été (de septembre à janvier) mais l' Atlas de Banksia a enregistré la floraison en avril. Les fleurs se produisent dans des « épis de fleurs », composés de centaines de petites fleurs denses autour d'un axe. Tout à fait remarquable, 